# Lilla Dammsjön, Närke
Lilla Dammsjön är en sjö i Örebro kommun i Närke och ingår i Norrströms huvudavrinningsområde. Sjön är 3,9 meter djup, har en yta på 0,025 kvadratkilometer och är belägen 225 meter över havet.